# League of Ireland First Division 2023
Die League of Ireland First Division 2023 (offiziell: SSE Airtricity League First Division nach dem Ligasponsor Airtricity) war die 39. Spielzeit der zweithöchsten irischen Fußballliga. Die Saison begann am 17. Februar 2023 und endete mit den Relegationsspielen im November 2023.

## Modus
Alle Mannschaften spielten jeweils viermal an 36 Spieltagen gegeneinander um die Meisterschaft. Das Team auf dem ersten Platz stieg direkt in die 1. Liga auf. Die Teams auf den Plätzen 2–5 spielten eine Relegation um den Aufstieg gegen den 9. der 1. Liga. Es gab keinen sportlichen Absteiger.

## Vereine
Kerry FC wurde als 10. Verein in die Liga eingegliedert.
| Verein         | Stadt      | Stadion                          | Kapazität |
| -------------- | ---------- | -------------------------------- | --------- |
| Athlone Town   | Athlone    | Athlone Town Stadium             | 2.500     |
| Bray Wanderers | Bray       | Carlisle Grounds                 | 4.000     |
| Cobh Ramblers  | Cobh       | St. Colman’s Park                | 4.000     |
| Finn Harps     | Ballybofey | Finn Park                        | 4.500     |
| Galway United  | Galway     | Eamonn Deacy Park                | 5.000     |
| Kerry FC       | Tralee     | Mounthawk Park                   | 1.200     |
| Longford Town  | Longford   | Bishopsgate                      | 5.000     |
| Treaty United  | Limerick   | Markets Field                    | 5.000     |
| Waterford FC   | Waterford  | Waterford Regional Sports Centre | 5.160     |
| Wexford FC     | Wexford    | Ferrycarrig Park                 | 2.500     |

## Abschlusstabelle
| Pl. | Verein         | Sp. | S  | U  | N  | Tore    | Diff. | Punkte |
| --- | -------------- | --- | -- | -- | -- | ------- | ----- | ------ |
| 1.  | Galway United  | 36  | 30 | 4  | 2  | 098:180 | +80   | 94     |
| 2.  | Waterford FC   | 36  | 20 | 9  | 7  | 084:320 | +52   | 69     |
| 3.  | Cobh Ramblers  | 36  | 16 | 11 | 9  | 061:510 | +10   | 59     |
| 4.  | Wexford FC     | 36  | 15 | 8  | 13 | 048:490 | −1    | 53     |
| 5.  | Athlone Town   | 36  | 14 | 5  | 17 | 055:610 | −6    | 47     |
| 6.  | Treaty United  | 36  | 12 | 8  | 16 | 049:610 | −12   | 44     |
| 7.  | Bray Wanderers | 36  | 10 | 14 | 12 | 048:620 | −14   | 44     |
| 8.  | Longford Town  | 36  | 10 | 10 | 16 | 039:510 | −12   | 40     |
| 9.  | Finn Harps (A) | 36  | 9  | 10 | 17 | 039:740 | −35   | 37     |
| 10. | Kerry FC (N)   | 36  | 1  | 7  | 28 | 029:910 | −62   | 10     |

Platzierungskriterien: 1. Punkte – 2. Tordifferenz – 3. geschossene Tore

| (A) | Absteiger aus der Premier Division 2022 |

## Relegation
Der Gewinner spielte gegen den 9. der Premier Division um den Aufstieg.

### Runde 1
Die Spiele fanden am 24. und 28. Oktober 2023 statt.
|                   | Gesamt |                  | Hinspiel | Rückspiel |
| ----------------- | ------ | ---------------- | -------- | --------- |
| Waterford FC (2)  | 4:2    | Athlone Town (5) | 1:1      | 3:1       |
| Cobh Ramblers (3) | 2:1    | Wexford FC (4)   | 1:0      | 1:1       |

### Runde 2
Das Spiel fand am 4. November 2023 statt.
|                  | Ergebnis             |                   |
| ---------------- | -------------------- | ----------------- |
| Waterford FC (2) | 2:1 n. V. (1:1, 1:0) | Cobh Ramblers (3) |

## Finale
Das Spiel fand am 10. November 2023 im Tallaght Stadium in Dublin statt.
|              | Ergebnis             |           |
| ------------ | -------------------- | --------- |
| Waterford FC | 2:1 n. V. (1:1, 1:0) | Cork City |

Waterford stieg in die Premier Division auf, Cork stieg in die First Division ab.